# Marissa Mayer
Marissa Ann Mayer (ur. 30 maja 1975 w Wausau, w stanie Wisconsin) – od 16 lipca 2012 dyrektor generalny w Yahoo!. Wcześniej wieloletnia wiceprezes Search Products & User Experience w firmie Google. Udzielając wielu wywiadów stała się jedną z twarzy Google.
Ukończyła studia na Uniwersytecie Stanforda. W 2009 roku Illinois Institute of Technology nadał jej tytuł doktora honoris causa. W Google została zatrudniona w 1999 roku jako jeden z pierwszych 20 pracowników i jako pierwsza kobieta-inżynier.
Jest najmłodszą osobą, która znalazła się na corocznej liście 50 najpotężniejszych kobiet biznesu magazynu Fortune.